# Bloodsport 2
Bloodsport 2 (Originaltitel: Bloodsport II: The Next Kumite) ist ein US-amerikanischer Martial-Arts-Film aus dem Jahr 1996. Es ist die Fortsetzung des Kampfsportklassikers Bloodsport aus dem Jahre 1988. Hier übernahm nicht mehr Jean-Claude Van Damme die Hauptrolle, sondern der 1,89 Meter große Schweizer Schauspieler und Kampfsportler Daniel Bernhardt. Die Regie führte Alan Mehrez.

## Handlung
Der alte Sensei Sun erzählt seinen Schülern von seiner Zeit im Gefängnis in Thailand, wo er den Kunstdieb und Kampfsportler Alex Cardo kennenlernte. Dieser wollte einst den Großindustriellen David Leung um ein seltenes und kostbares Katana bestehlen, welches dem Sieger des nächsten Kumite, eines geheimen Vollkontakt-Wettbewerbes, als Preis verliehen werden sollte. Während des Raubes wird er jedoch von seinem Partner verraten, der den Erlös für das Schwert nicht mit ihm teilen will, und von der Polizei gefasst. Alex wird in besagtes Gefängnis verschleppt, in dem korrupte Wachen und kriminelle Banden das Sagen haben. Nach einer Prügelei mit anderen Häftlingen, bei der ihm Sun zu Hilfe kommt, wird er vom Chef-Aufseher Demon ins „Loch“ geworfen, einer schmutzigen und beengten Grube ohne Tageslicht. Als er nach mehreren Wochen Einzelhaft geschunden und ausgemergelt wieder aus dem Loch herausgelassen wird, nimmt Sun Alex unter seine Fittiche, pflegt ihn gesund und weist in den Kampfstil der „Eisernen Hand“ ein. Sun bittet Alex, nach seiner Entlassung am Kumite teilzunehmen und Demon daran zu hindern, es zu gewinnen, da dieser der Ehre nicht würdig sei. Nachdem der Gefängnisdirektor Alex freigelassen hat, spürt er zunächst seinen alten Partner auf und kann diesen mit einer List der Polizei ausliefern. Dabei kann er außerdem das gestohlene Schwert sicherstellen, welches er Leung zurückgibt. Im Gegenzug bittet Alex Leung darum, seinen Mentor Sun aus dem Gefängnis freizukaufen.
Anschließend begibt sich Alex zum Kumite, wird dort aber zunächst mangels einer Einladung nicht zugelassen. Ray Jackson, der mittlerweile als Betreuer für die amerikanischen Kämpfer arbeitet, verschafft ihm schließlich doch Zugang zum Turnier, nachdem Alex einen anderen Kämpfer (den Jackson zuvor für zu unerfahren erachtet hat) besiegt und ihm dessen Einladung abnimmt. Während des Turniers freundet er sich außerdem mit dem Kämpfer Cliff an, dem er im Halbfinale gegenübersteht und besiegt. Im Finale trifft Alex schließlich auf Demon, der sich zuvor mit rücksichtsloser Brutalität durch das Turnier gekämpft und dabei einen der Kämpfer getötet hat. Als Alex den Kampf schon zu verlieren droht, erblickt er im Publikum Sensei Sun und erinnert sich an sein Training. Alex rappelt sich wieder auf und kann Demon letztlich mit der Eisernen Hand besiegen und das Kumite gewinnen. Als Belohnung bekommt er das Katana überreicht, dessen er sich nun als würdig erwiesen hat.

## Kritik
Das Lexikon des internationalen Films urteilte, der Film zeige einen „Hauptdarsteller ohne Charisma“. Die Dialoge seien „aus dem Groschenheft“. Es handle sich um einen „gewalttätigen Film, der konsequent jeden Anspruch meidet“.

## Trivia
- Donald Gibb (Jackson) nimmt als Einziger seine Rolle aus Bloodsport wieder auf, diesmal jedoch als Betreuer. Darüber hinaus hat der Film keinerlei Bezug zum ersten Teil.
- Für den Schweizer Daniel Bernhardt (Cardo) war dies die erste Hauptrolle in einem amerikanischen Film. Er wurde hier von Leon Boden synchronisiert, der bis zu seinem Tod 2020 als deutsche Stimme von Denzel Washington, Jason Statham und Will Smith bekannt war.
- Pat Morita erlangte als Mr. Miyagi in der Karate Kid-Filmreihe internationale Berühmtheit und wird bis heute, Jahrzehnte nach Erscheinen der Filme, mit dieser Figur assoziiert.